# Franz Mandl
Franz Mandl (Vienna, 4 agosto 1916 – 4 febbraio 1988) è stato un calciatore austriaco, di ruolo attaccante.

## Carriera

### Club
Nella stagione 1935-1936 e nella stagione 1936-1937 ha giocato nella massima serie austriaca con il First Vienna.

### Nazionale
Ha partecipato ai Giochi Olimpici di Berlino 1936, chiusi dalla sua nazionale con la vittoria della medaglia d'argento dopo la sconfitta ai tempi supplementari nella finale contro l'Italia; nel corso del torneo ha giocato nella semifinale vinta per 3-1 contro la Polonia l'11 agosto 1936, nella quale ha anche segnato un gol.

## Palmarès

### Club

#### Competizioni nazionali
- Coppa d'Austria: 1

First Vienna: 1936-1937

### Nazionale
- Argento olimpico: 1

Berlino 1936